# ムッチャDOLL箱 乙女の祈り
『ムッチャDOLL箱 乙女の祈り』（ムッチャドールばこ おとめのいのり）は、2005年によみうりテレビと中京テレビの2局で放送された特別番組。番組の製作はよみうりテレビが担当。

## 番組内容
アバンギャルド、プラチナムプロダクションに所属する4人のグラビアアイドル達が毎回クイズなどで競い合い、また、それに関連したトークを展開するという主旨で放送されていたバラエティ番組である。毎回、番組の放送終了後に携帯電話向けのウェブサイトで様々なコンテンツを提供していた。

## 出演者
- 若槻千夏
- 小倉優子
- 岩佐真悠子
- 浜田翔子

## 主なコーナー
- プロフィールクイズ! かぶっちゃダメよ
- 恋愛風紀委員会 乙女の事件簿
- アイドルデータシステム めざせ! MOE 9000
- プリンセス会議 乙女の主張

## 過去の放送日履歴
いずれも日本時間基準。
- 第1回 - 2005年2月20日 0:50 - 1:50 （よみうりテレビ・中京テレビ2局ネット）
- 第2回 - 2005年3月20日 0:50 - 1:50（よみうりテレビ・中京テレビ2局ネット）

## DVD
- Mucha Doll Pack 乙女の祈り （よみうりテレビ）
  - 第1回放送の本編に加え、舞台裏やメイキング映像が収録されている。
  - 一般発売はされず、番組携帯サイトでの予約注文でのみ販売された。
  - 受注時には制作・販売は決定しておらず、2000本以上の予約がなければ制作されなかった。

## スタッフ
- ナレーション：三浦隆志（ytvアナウンサー）
- 演出 : 前西和成
- プロデューサー : 妹尾和己 / 幸田敏哉
- 制作協力 : 田辺音楽出版、オフィスりぷる
- 制作著作 : 読売テレビ